# Harald Krassnitzer
Harald Krassnitzer (ur. 10 września 1960 w Salzburgu) – austriacki aktor filmowy, telewizyjny i teatralny.

## Życiorys
Harald Krassnitzer jest absolwentem szkoły teatralnej Elisabethbühne w Salzburgu, gdzie następnie znalazł zatrudnienie na okres czterech lat. Potem grał w teatrze Grazer Schauspielhaus, Volkstheater w Wiedniu oraz w Saarländischen Staatstheater w Saarbrücken.
Harald Krassnitzer jest znany głównie z ról w seialach: dr Justusa Hallsteina w Doktor z alpejskiej wioski, Thomasa Sticklera w Der Winzerkönig oraz komisarza Moritza Elsnera w popularnym serialu kryminalnym w Austrii Tatort.
W 1998 wraz z Peterem Rappem prowadził największą austriacką organizację humanitarną. Latem 1999 prezentował w serii filmów Wonderland, osobisty list miłosny do Austrii, w którym przedstawił swoją ulubioną muzykę i swoje ulubione miejsca.
Harald Krassnitzer zobowiązał się do pomocy humanitarnej dla organizacji Hilfswerk Austria. Jest współwłaścicielem firmy produkującą światła migowe Blinklicht, firmy produkcyjnej Handy TV, którą założył w Wiedniu z dwoma przyjaciółmi z dzieciństwa.
7 lipca 2009 wziął ślub z aktorką Ann-Kathrin Kramer, z którą był w związku przez dziewięć lat. Obecnie mieszka wraz z żoną w Wuppertalu, mieście w Nadrenii Północnej-Westfalii, w rejencji Düsseldorf.
Harald Krassnitzer jest socjaldemokratą i intensywnie wspierał kampanię wyborczą partii SPÖ podczas wyborów parlamentarnych w 2008.

## Filmografia (wybór)

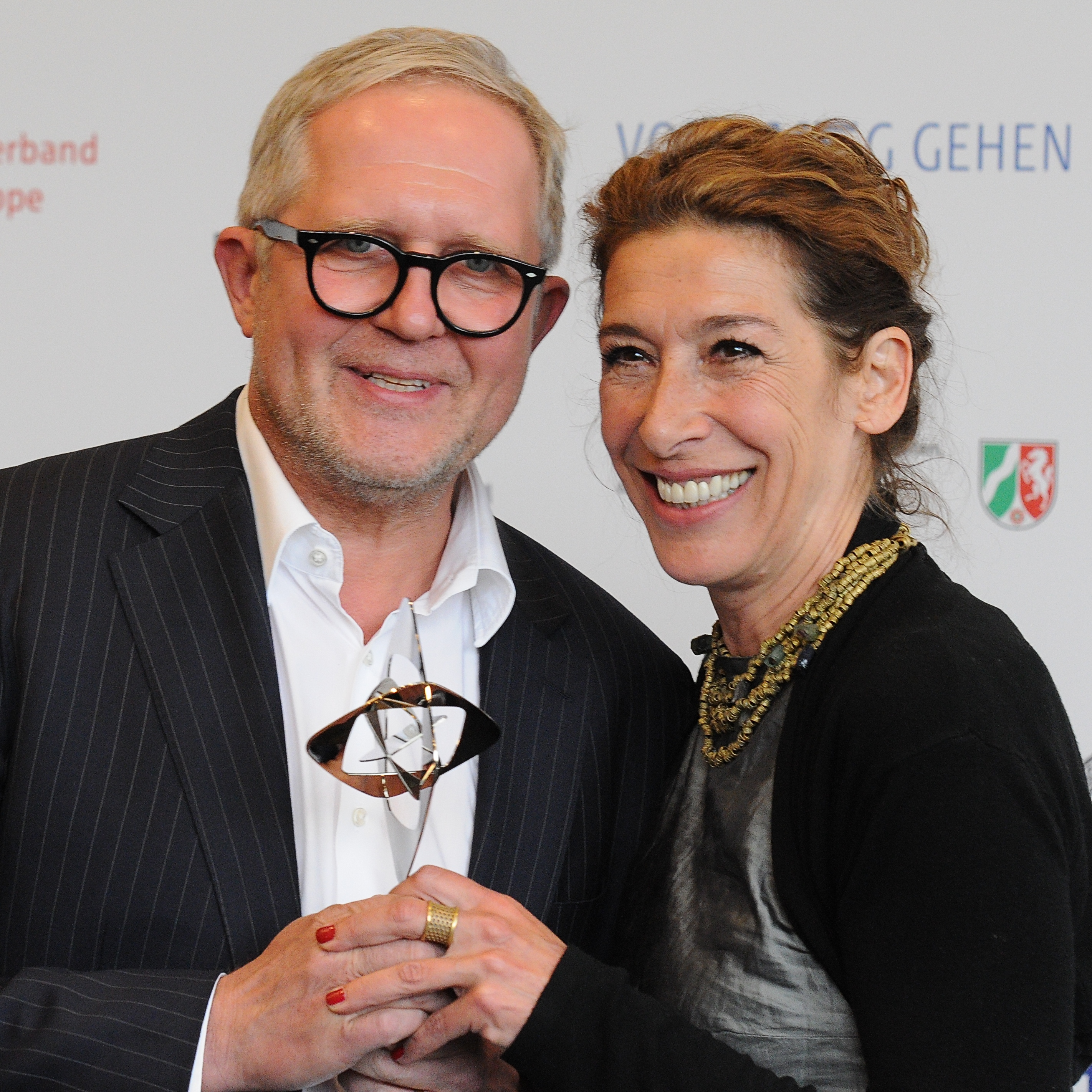
Harald Krassnitzer, Adele Neuhauser 2014

- 1996: Der Pakt – Wenn Kinder töten – Dieter Koll
- 1997: Doktor z alpejskiej wioski – dr Justus Hallstein
- 1999: Tatort – Moritz Elsner
- 2002: Ausgeliefert – Michael Trenk
- 2003: Amundsen der Pinguin – Cornelius
- 2003: MA 2412 – Die Staatsdiener
- 2004: Der Ferienarzt – dr Robert Schaller
- 2004: Krew templariuszy – Robert von Metz
- 2004: Zamach w Wilczym Szańcu – generał Nachrichtentruppen Erich Fellgiebel
- 2005: Im Reich der Reblaus
- 2005: Desperacka jazda – Jürgen Holzbauer
- 2005: Margarete Steiff – dr Werner
- 2008: Unter Strom – Daniel Trieb
- 2010: Gier – Hajo Novak
- 2010: Der Winzerkönig – Thomas Stickler
- 2010: Das Mädchen auf dem Meeresgrund – ksenofob
- 2011: Am Kreuzweg – Conrad Feninger
- 2011: Kopciuszek – król Klemens
- 2012: Der Wettbewerb – Hubert Fischbach

## Nagrody
- 2000: Romy – Najpopularniejszy aktor